# Живописное обозрение стран света

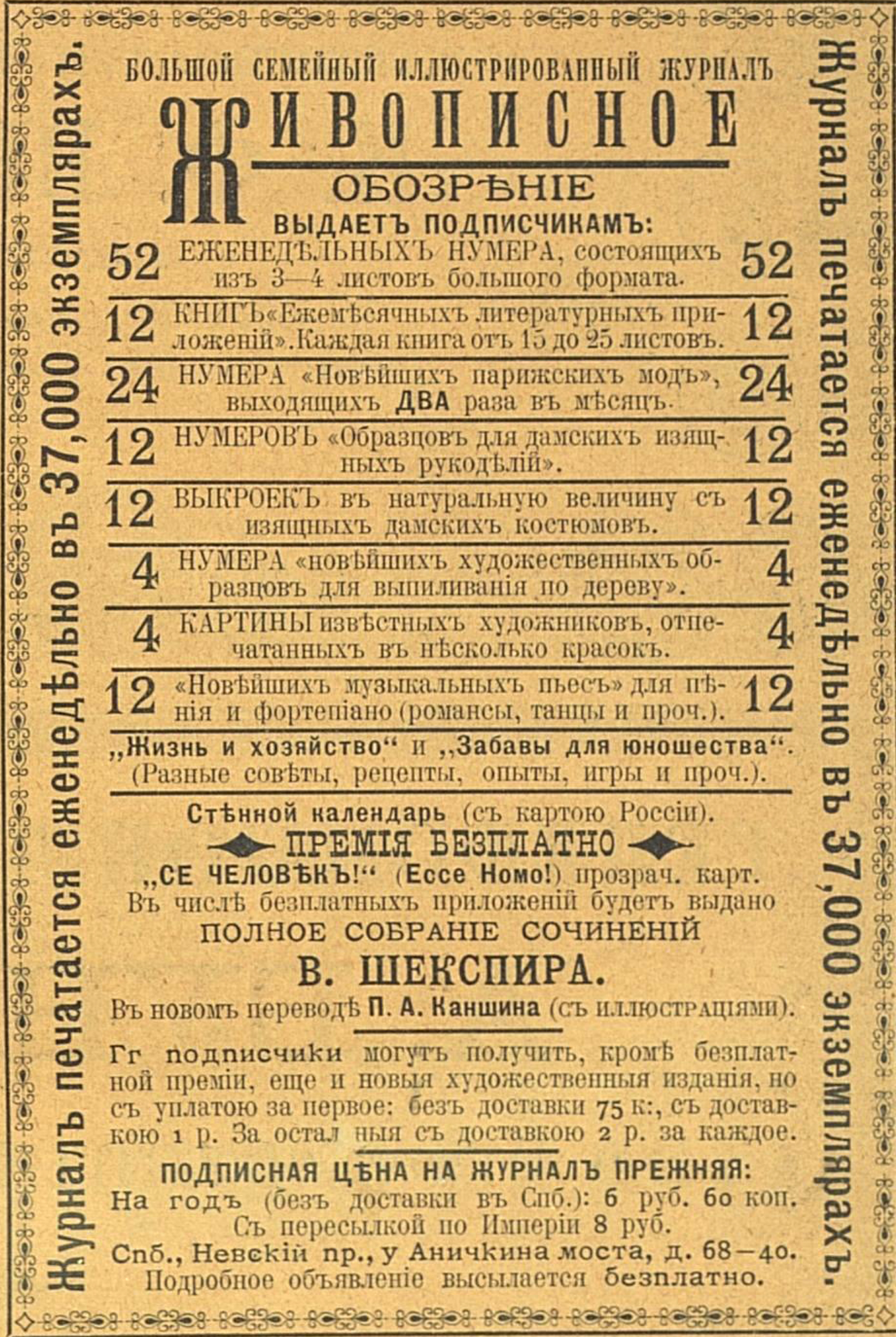
Реклама журнала, 1894 год.

«Живописное обозрение стран света» — еженедельный русскоязычный иллюстрированный журнал, выходивший в Санкт-Петербурге с 15 декабря 1872 года до 1905 года (с перерывом в 1900—1902 гг.).
Первым редактором-издателем был Н. И. Зуев. С 1875 года издание перешло к Д. А. Карч-Карчевскому, причём название было изменено на «Живописное Обозрение, еженедельный иллюстрированный журнал», а тематика издания стала общелитературной. С 1895 г. подзаголовок — «художественно-литературный журнал».
С 1880 года редактор-издатель Н. И. Шульгин, после смерти его — с № 22 за 1882 — П. Н. Полевой, с № 22 1885 — издатель С. Е. Добродеев, который с № 12 за 1887 год подписывается и «за редактора», вместо Полевого. Близкое отношение к редакции журнала ещё со времён Шульгина имел А. К. Шеллер-Михайлов.
До 14-го тома от 1886 года пересчет томов производился с 1-го тома от января 1872/73 гг.
В следующем 1887 году издался том № 52, поскольку журнал с тех пор считал себя преемником журнала «Живописное обозрение достопамятных предметов из наук, искусств, художеств, промышленности и общежития, с присовокуплением живописного путешествия по земному шару и жизнеописаний знаменитых людей». Таким образом журнал издавался до мая 1900 года, после чего издание журнала прекращалось. Журнал был возобновлен в январе 1902 года. Редактором в 1902 году сначала был Ф. Т. Тарасов.
В 1903 году издание журнала снова прекратилось, пока он не был возобновлен в январе 1904 года.
Имеется практически полное цифровое издание всех томов журнала, изготовленное Российской национальной библиотекой в Санкт-Петербурге.